# Брискер, Марк
Марк Брискер (англ. Mark Brisker; род. 22 сентября 1969, Детройт) — американский и израильский баскетболист и баскетбольный тренер. Трёхкратный чемпион Израиля, трёхкратный обладатель Кубка Израиля и победитель Супролиги ФИБА (2001) в составе клуба «Маккаби» (Тель-Авив). Отец баскетболиста Майкла Брискера.

## Биография
Родился в Детройте. По окончании школы учился в Центральном Мичиганском университете, завершил высшее образование в Стетсонском университете. В последнем играл за вузовскую сборную в третий и четвёртый год учёбы (в 1990—1991 и 1991—1992 годах), демонстрируя эффективную игру из-за трёхочковой линии и набирая в среднем по 20,6 очка за игру, установил рекорд университетской сборной по очкам за сезон. Дважды избирался в символическую 1-ю сборную конференции ASUN. Позже, в 2000 году, имя Брискера было включено в списки Зала спортивной славы Стетсонского университета.
По завершении учёбы некоторое время выступал в младших профессиональных лигах США — в 1992/93 году с клубом «Куод-Сити Тандер» и в 1994 году с «Хартфорд Хеллкэтс». В общей сложности провёл в этих командах 75 матчей, набирая в среднем по 13,5 очка, 2,7 подбора и 1,5 результативной передачи за игру.
Большую часть профессиональной карьеры провёл в Израиле, где впервые начал выступать в 1993 году в составе клуба «Маккаби» (Рамат-Ган). В составе команды «Маккаби» (Раанана) в 1999 году нанёс в гостях поражение лидерам израильского клубного баскетбола — тель-авивскому «Маккаби», — набрав в этой игре 40 очков и перед следующим сезоном подписал контракт уже в Тель-Авиве. В составе «Маккаби» (Тель-Авив) в 1999—2002 годах стал трёхкратным чемпионом и трёхкратным обладателем Кубка Израиля, а также победителем Супролиги ФИБА в 2001 году. Помимо Израиля, короткое время играл в греческом «Ионикосе». В последние годы карьеры страдал от травм и проблем с законом (в том числе по обвинению в насилии в семье, приговорён к общественным работам). Завершил выступления в 2006 году.
После окончания игровой карьеры Брискер, будучи натурализованным гражданином Израиля, на некоторое время вернулся в США, но затем вновь переехал в Израиль и поселился в кибуце Неот-Мордехай с подругой и сыном от первого брака Майклом. Майкл, как и его отец, стал баскетболистом и в составе сборной Израиля выиграл чемпионат Европы среди юношей (до 20 лет). Сам Брискер тренировал в это время клуб «Маккаби» (Кармиэль), играющий в третьем дивизионе израильского баскетбола.

## Статистика

### Статистика в NCAA
| Сезон | Команда         | Conf            | Class           | GP | GS | MPG  | FG%  | 3P%  | FT%  | RPG | APG | SPG | BPG | PPG  |
| --- | --------------- | --------------- | --------------- | -- | -- | ---- | ---- | ---- | ---- | --- | --- | --- | --- | ---- |
| 1987/88 | Сентрал Мичиган | MAC             | FR              | 21 |    |      | 45,6 | 75,0 | 60,0 | 1,1 | 0,5 | 0,2 | 0,0 | 3,2  |
| 1990/91 | Стетсон         | TAAC            | JR              | 31 |    |      | 44,7 | 37,8 | 78,2 | 4,0 | 2,0 | 0,7 | 0,1 | 19,5 |
| 1991/92 | Стетсон         | TAAC            | SR              | 28 |    | 36,9 | 43,4 | 34,0 | 77,3 | 6,2 | 1,6 | 1,1 | 0,1 | 22,6 |
| Всего | Всего           | Всего           | Всего           | 80 |    | 12,9 | 44,1 | 36,3 | 76,8 | 4,0 | 1,4 | 0,8 | 0,1 | 16,3 |
| Сентрал Мичиган | Сентрал Мичиган | Сентрал Мичиган | Сентрал Мичиган | 21 |    |      | 45,6 | 75,0 | 60,0 | 1,1 | 0,5 | 0,2 | 0,0 | 3,2  |
| Стетсон | Стетсон         | Стетсон         | Стетсон         | 59 |    | 17,5 | 44,0 | 35,9 | 77,8 | 5,1 | 1,8 | 0,9 | 0,1 | 20,9 |
| Наведите курсор мыши на аббревиатуры в заголовке таблицы, чтобы прочесть их расшифровку Статистика приведена с сайта sports-reference.com |                 |                 |                 |    |    |      |      |      |      |     |     |     |     |      |

### Статистика в других лигах
| Сезон | Команда             | Лига              | GP | GS | MPG  | FG%  | 3P%  | FT%   | RPG | APG | SPG | BPG | PFL | TOV | PPG  |
| --- | ------------------- | ----------------- | -- | -- | ---- | ---- | ---- | ----- | --- | --- | --- | --- | --- | --- | ---- |
| 1997/98 | Маккаби (Раанана)   | Кубок Европы ФИБА | 12 |    | 34,0 | 46,6 | 37,9 | 84,7  | 3,1 | 2,3 | 1,1 | 0,0 | 3,1 | 1,7 | 21,3 |
| 1998/99 | Маккаби (Раанана)   | Кубок Корача      | 6  |    | 12,8 | 39,7 | 33,3 | 78,3  | 3,3 | 1,5 | 1,2 | 0,0 | 3,3 | 1,5 | 12,8 |
| 1999/2000 | Маккаби (Тель-Авив) | Евролига          | 23 |    | 19,1 | 34,8 | 24,7 | 67,5  | 1,6 | 0,7 | 0,7 | 0,0 | 2,4 | 1,0 | 6,0  |
| 2000/01 | Маккаби (Тель-Авив) | Супролига ФИБА    | 22 |    | 19,4 | 42,6 | 35,6 | 83,3  | 1,6 | 0,5 | 0,5 | 0,0 | 2,9 | 0,5 | 6,5  |
| 2001/02 | Маккаби (Тель-Авив) | Евролига          | 4  | 0  | 9,4  | 42,9 | 42,9 | 100,0 | 0,5 | 0,3 | 0,0 | 0,0 | 1,3 | 0,0 | 2,8  |
| Наведите курсор мыши на аббревиатуры в заголовке таблицы, чтобы прочесть их расшифровку Статистика приведена с сайта basketball.realgm.com |                     |                   |    |    |      |      |      |       |     |     |     |     |     |     |      |